# San Fernando (Teksas)
San Fernando – jednostka osadnicza w Stanach Zjednoczonych, w stanie Teksas, w hrabstwie Starr.